# Martien Vreijsen
Nicolaas Martinus Hubertus Johannes Vreijsen (født 15. november 1955 i Breda, Holland) er en hollandsk tidligere fodboldspiller (forsvarer).
Vreijsen spillede én kamp for Hollands landshold, et EM-opgør mod Grækenland 11. juni 1980. På klubplan spillede han hele sin karriere i hjemlandet, hvor han repræsenterede NAC Breda, FC Twente og Feyenoord.